# التزلج المتعرج العملاق

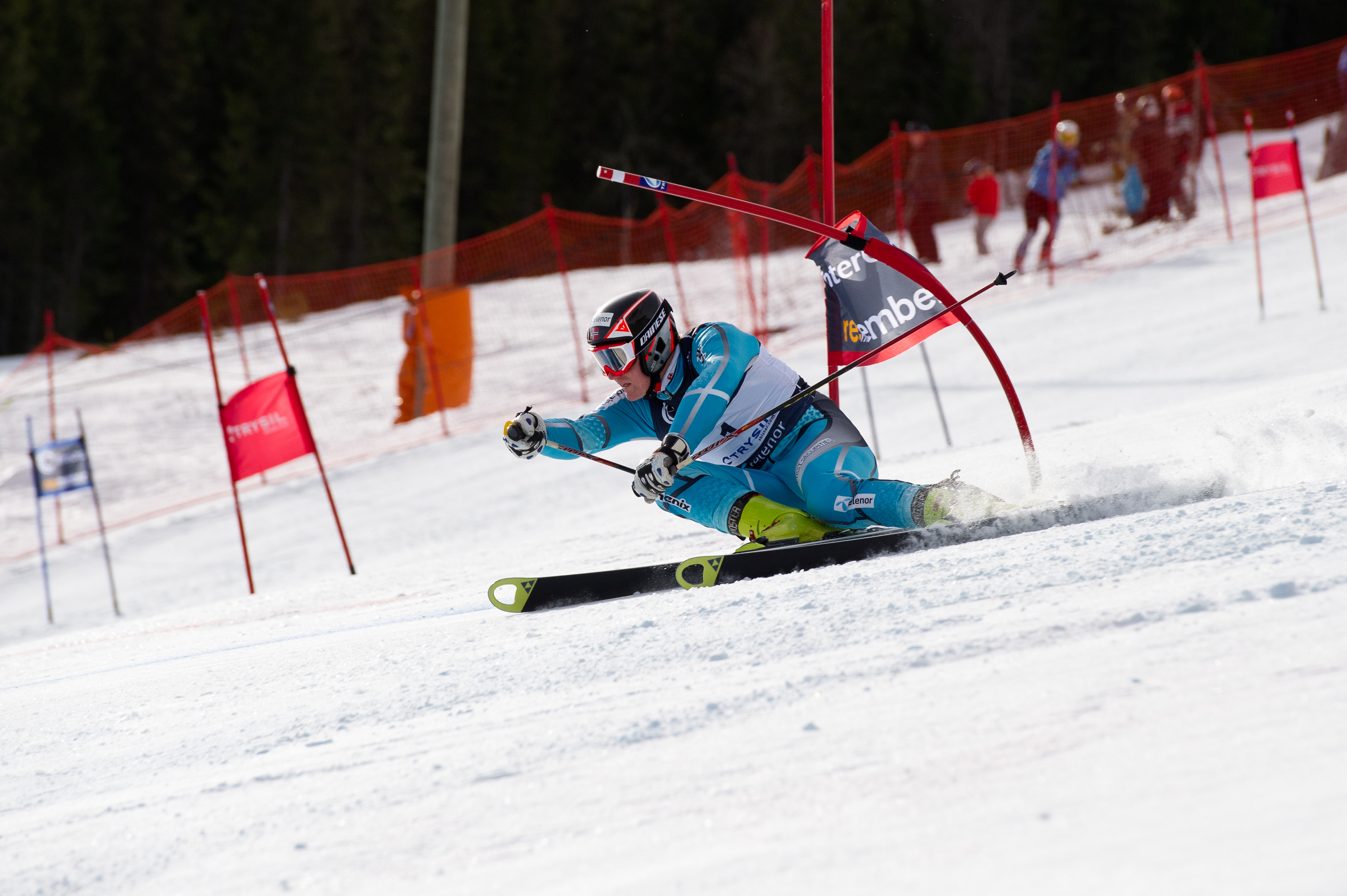
متسابق يقوم بالتزلج المتعرج العملاق.

التزلج المتعرج العملاق (بالإنجليزية: Giant slalom)‏ هو سباق مكون من التزلج على المنحدرات الثلجية والتزلج على الثلوج، يقوم الرياضي فيها بالتزلج عن طريق زلاجتين على الرجل مع عصا لكل يد لأجل القيادة على الثلج.